# Dante (cráter)

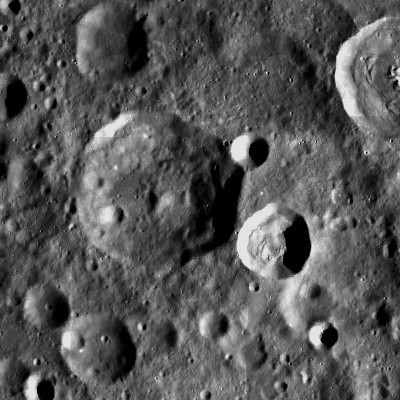
Fotografía de la misión Lunar Reconnaissance Orbiter

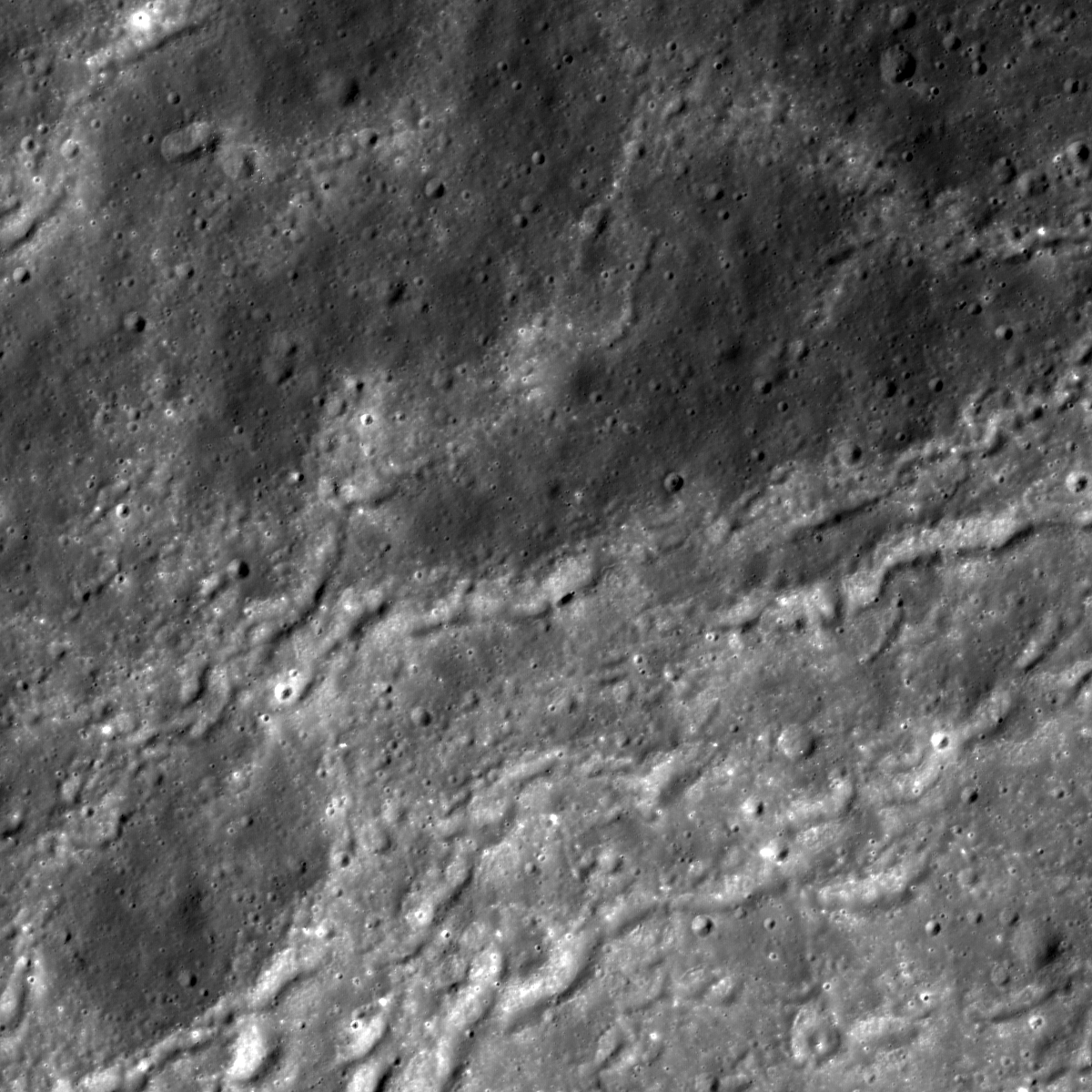
Otra imagen de la misión LRO

Dante es un cráter de impacto que se encuentra en la cara oculta de la Luna. Se localiza en el hemisferio norte, exactamente en el meridiano opuesto a la Tierra. Cráteres cercanos son Larmor hacia el norte y hacia el sureste Morse. Al suroeste aparece el cráter Buys-Ballot, que presenta una configuración extraña.
|  |

Este cráter está cubierta por parte del sistema de marcas radiales que irradia desde Larmor Q al noroeste. El borde de Dante es circular, pero un poco erosionado. El más reciene cráter Dante G se une por el exterior al brocal de Dante en su lado este-sureste. El suelo interior de este cráter es irregular, y está marcado por varios impactos pequeños.
El cráter se halla dentro de la cuenca Freundlich-Sharonov.

## Cráteres satélite
Por convención estos elementos son identificados en los mapas lunares poniendo la letra en el lado del punto medio del cráter que está más cerca de Dante.
|       | \| Dante \| Coordenadas \| Diámetro \| \| ----- \| ------------------------------- \| -------- \| \| C \| 28°18′N 177°06′O / 28.3, -177.1 \| 54 km \| \| E \| 26°42′N 177°00′O / 26.7, -177.0 \| 43 km \| \| G \| 24°54′N 178°36′O / 24.9, -178.6 \| 24 km \| \| P \| 23°36′N 179°24′E / 23.6, 179.4 \| 27 km \| \| S \| 24°54′N 177°18′E / 24.9, 177.3 \| 17 km \| \| T \| 25°48′N 176°36′E / 25.8, 176.6 \| 20 km \| \| Y \| 27°06′N 179°30′E / 27.1, 179.5 \| 27 km \| |          |
| Dante | Coordenadas | Diámetro |
| C     | 28°18′N 177°06′O / 28.3, -177.1 | 54 km    |
| E     | 26°42′N 177°00′O / 26.7, -177.0 | 43 km    |
| G     | 24°54′N 178°36′O / 24.9, -178.6 | 24 km    |
| P     | 23°36′N 179°24′E / 23.6, 179.4 | 27 km    |
| S     | 24°54′N 177°18′E / 24.9, 177.3 | 17 km    |
| T     | 25°48′N 176°36′E / 25.8, 176.6 | 20 km    |
| Y     | 27°06′N 179°30′E / 27.1, 179.5 | 27 km    |